# Kardinalne vrline
Platon je v svoji filozofiji prepoznal štiri kardinalne vrline, ki jih je med svoje bistvene sprejela tudi tradicionalna krščanska teologija:
- Razumnost (φρόνησις, phrónēsis, latinsko prudentia) tudi modrost (Sophia, sapientia), sposobnost zaznavanja ustreznega načina delovanja v dani situaciji ob ustreznem času;
- Pogum (ἀνδρεία, andreía, latinsko fortitudo): imenovana strpnost, moč, vzdržljivost in sposobnost soočanja s strahom, negotovostjo in ustrahovanjem;
- Zmernost (σωφροσύνη, sōphrosýnē, latinsko temperantia): znana tudi kot zadrževanje, samoobvladovanje, vzdržljivost, preudarnost in zmernost, ki zavirajo želje. Platon je smatral Sōphrosynē (preudarnost) za najpomembnejšo vrlino;
- Pravičnost (δικαιοσύνη, dikaiosýnē, latinsko iustitia): šteje se tudi kot poštenost[1]; grška beseda, ki ima tudi pomen pravičnost.

Ta načela izvirajo iz Platonove Države, knjiga IV, 426–435 (Protagoras 330b, ki vključuje tudi spoštovanje (hosiotes)). Cicero je to razširil, Ambrož Milanski, Avguštin iz Hipona in Tomaž Akvinski  pa so jih prilagodili, medtem ko so se razširile na teološke vrline.
Izraz cardinal izvira iz latinskega cardo (tečaj); vrline so tako imenovane, ker veljajo za osnovne vrline, potrebne za krepostno življenje. Nanašajo se tudi na Kvadrivium ((lat. quadrivium) - štirje predmeti ali umetnosti (aritmetika, geometrija, glasba in astronomija).

## Alegorija
Kardinalne vrline so pogosto upodobljene kot ženske alegorične figure in so bile priljubljen predmet pogrebne skulpture. Atributi in imena teh figur se lahko razlikujejo glede na lokalno tradicijo.
V mnogih cerkvah in umetniških delih so kardinalne vrline upodobljene s simboličnimi predmeti:
- Pravičnost - Iusticia - meč, ravnotežje in tehtnica ter krona
- Zmernost - Temperantia - kolo, uzda in vajeti, zelenjava in ribe, skodelica, voda in vino v dveh vrčih
- Pogum - Fortitudo - oklep, kij, z levom, dlan, stolp, jarem, zlomljen steber
- Razumnost - Prudentia - knjiga, zvitek, ogledalo (občasno jo napade kača)

Med pomembnimi upodobitvami so kipi na grobu Franca II., vojvode Bretanskega in na grobu Johna Hothama. Upodobljene so bile tudi na vrtu na gradu Edzell.
| Iustitia (pravičnost) | Fortitudo (pogum) | Prudentia (razumnost) | Temperantia zmernost) |
| --------------------- | ----------------- | --------------------- | --------------------- |
|                       |                   |                       |                       |

Alegorije vrlin na pročelju cerkve Gesuati v Benetkah (1737)
- Razumnost, Gaetano Fusali
- Pravičnost, Francesco Bonazza
- Pogum, Giuseppe Torretto
- Zmernost, Alvise Tagliapietra

Alegorije vrlin na pročelju mestne hiše La Rochelle 
- Razumnost.
- Pravičnost.
- Pogum.
- Zmernost.